# Lake Ozark
Lake Ozark és una població dels Estats Units a l'estat de Missouri. Segons el cens del 2000 tenia 1.489 habitants.

## Demografia
Segons el cens del 2000, Lake Ozark tenia 1.489 habitants, 649 habitatges, i 427 famílies. La densitat de població era de 81,7 habitants per km².
Dels 649 habitatges en un 26,5% hi vivien nens de menys de 18 anys, en un 53,5% hi vivien parelles casades, en un 8,8% dones solteres, i en un 34,1% no eren unitats familiars. En el 28,4% dels habitatges hi vivien persones soles el 6,3% de les quals corresponia a persones de 65 anys o més que vivien soles. El nombre mitjà de persones vivint en cada habitatge era de 2,29 i el nombre mitjà de persones que vivien en cada família era de 2,76.
Per edats la població es repartia de la següent manera: un 21,6% tenia menys de 18 anys, un 7,7% entre 18 i 24, un 26,7% entre 25 i 44, un 30,5% de 45 a 60 i un 13,6% 65 anys o més.
L'edat mediana era de 41 anys. Per cada 100 dones de 18 o més anys hi havia 104,4 homes.
La renda mediana per habitatge era de 37.386 $ i la renda mediana per família de 40.515 $. Els homes tenien una renda mediana de 26.750 $ mentre que les dones 21.667 $. La renda per capita de la població era de 20.830 $. Entorn de l'11,3% de les famílies i el 13,1% de la població estaven per davall del llindar de pobresa.

## Poblacions més properes
El següent diagrama mostra les poblacions més properes.